# Menhir de Kergoulouët
Le menhir de Kergoulouët est un menhir situé sur la commune de Moëlan-sur-Mer, dans le département du Finistère en France.

## Historique
Il est inscrit au titre des monuments historiques par arrêté du 10 janvier 1974.

## Description
Le menhir est un bloc de granite jaune de forme prismatique à base presque carrée. Il mesure 2,50 m de hauteur pour une largeur à la base de 0,90 à 1 m. Le sommet est arrondi, le bloc est régulier mais des diaclases ont entraîné la disparition d'un angle et de la partie sommitale. 